# Hans Westermann
Hans Westermann (* 17. Februar 1890 in Hamburg; † 16. März 1935 ebenda im KZ Fuhlsbüttel) war ein kommunistischer Politiker und Widerstandskämpfer gegen den Nationalsozialismus.

## Leben

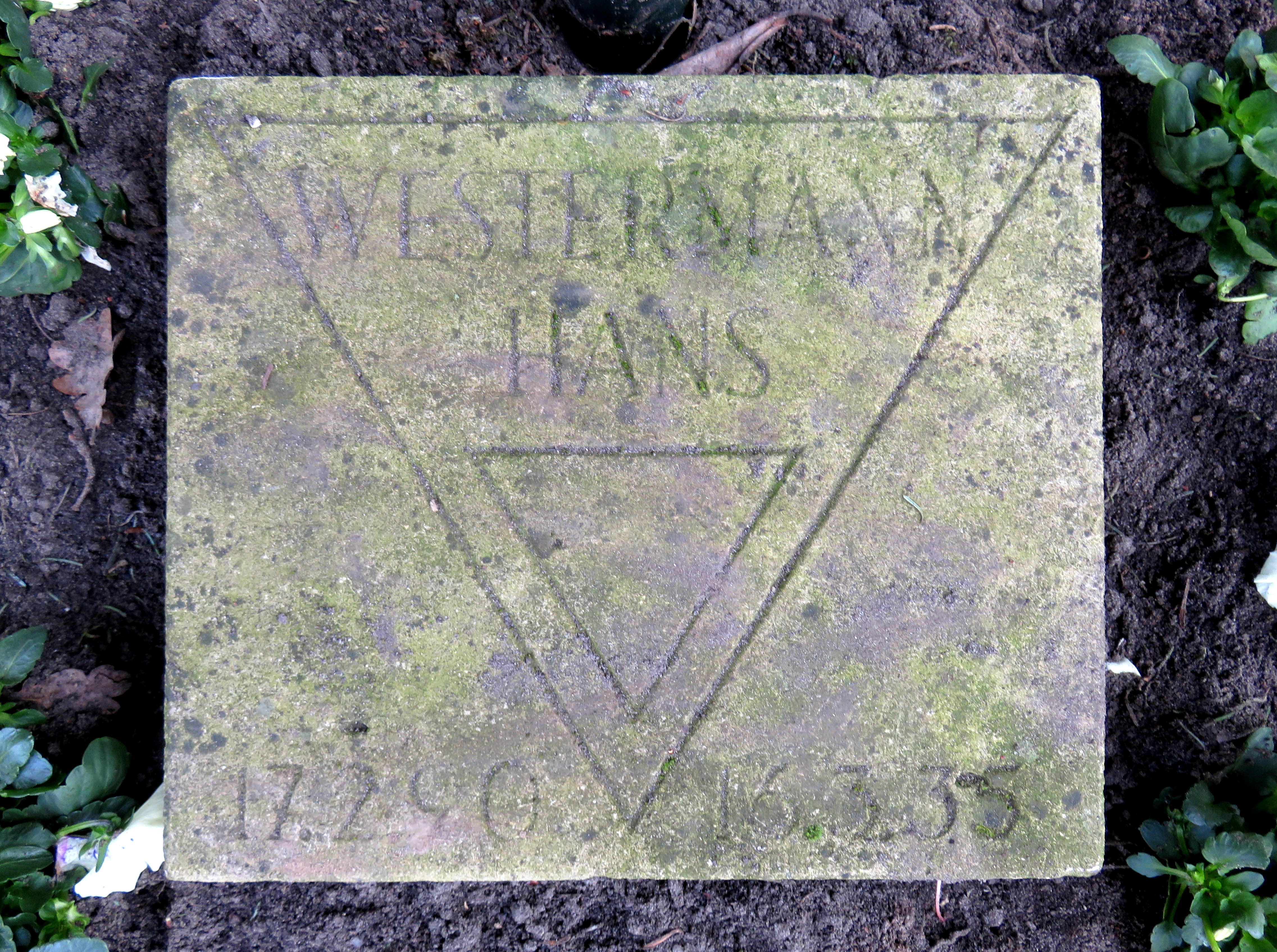
Hans Westermann im Ehrenhain auf dem Friedhof Ohlsdorf

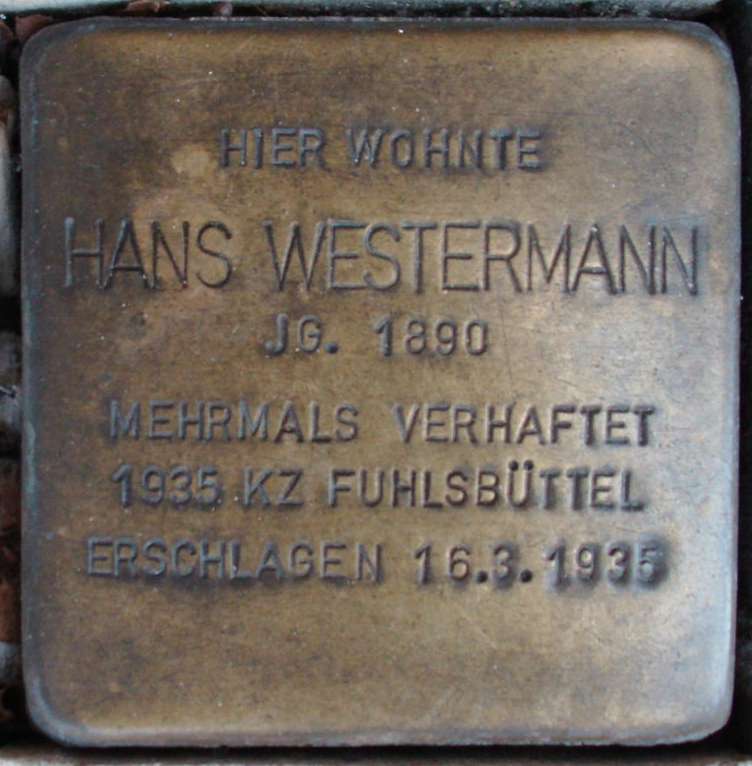
Stolperstein Dammtorstraße 20

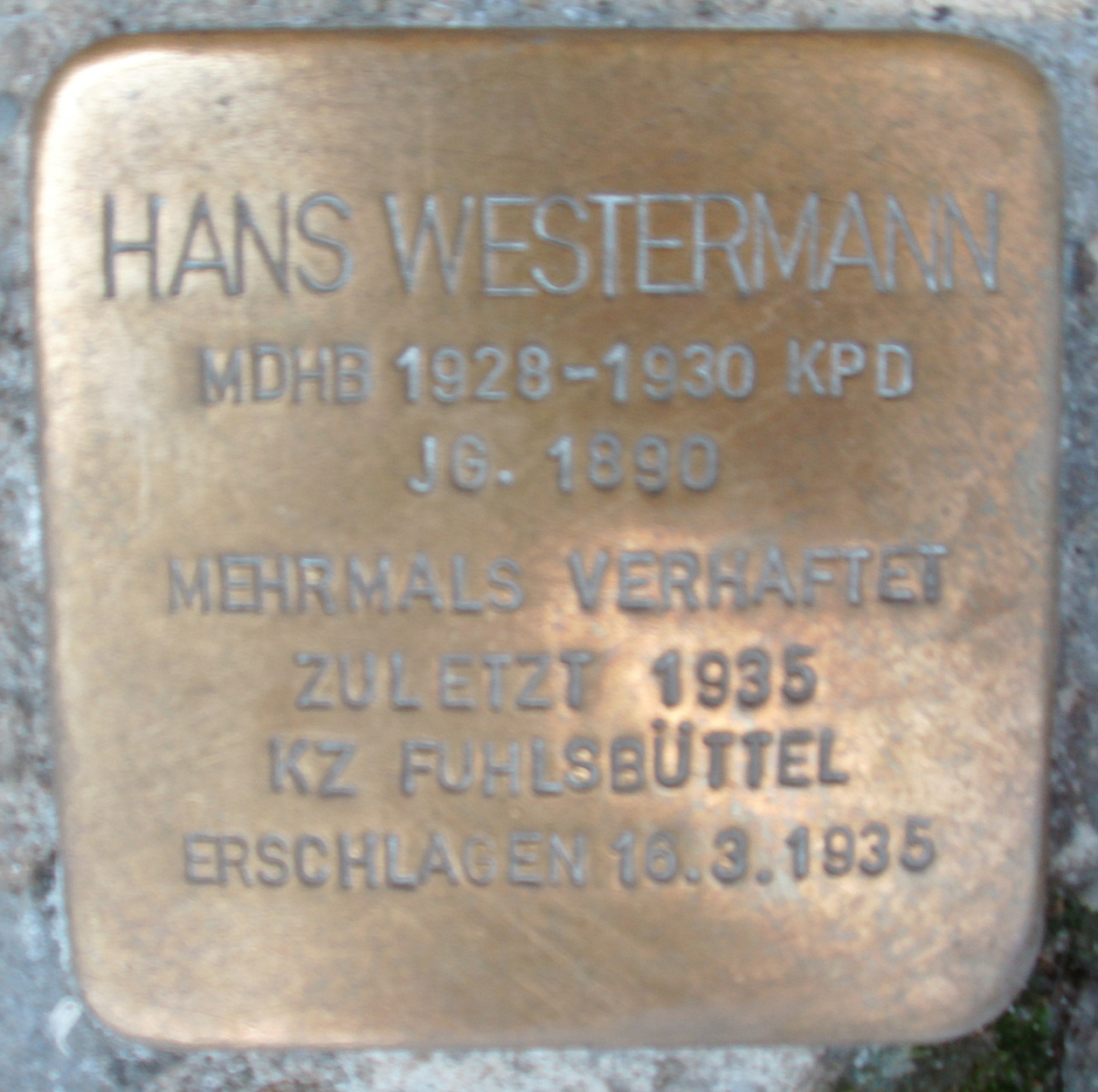
Stolperstein
Rathausmarkt 1

Der gelernte Schneider Westermann trat 1910 in die SPD ein, wo er zum linken Parteiflügel zählte und verschiedene ehrenamtliche Funktionen übernahm. 1914 wurde der Kriegsgegner zur Marine eingezogen, in dieser Zeit sympathisierte er mit dem Spartakusbund und der USPD. Im November 1918 wurde er als Delegierter der Minenräumbootflotille in den Kieler Marinerat gewählt und trat 1919 der KPD bei wo er 1921 in Hamburg hauptamtlicher Parteisekretär wurde und dort vor allem für die Betriebsrätearbeit zuständig war.
1925 wurde Westermann kurzfristig aus der Partei ausgeschlossen, weil er sich aus taktischen Gründen (der Verhinderung der Wahl des Rechtskandidaten Hindenburgs) bei der Reichspräsidentenwahl 1925 im zweiten Wahlgang für den Verzicht auf die Kandidatur Ernst Thälmanns zugunsten des Sozialdemokraten Otto Braun ausgesprochen hatte. Nach der Absetzung der ultralinken Führung um Ruth Fischer und Arkadi Maslow wurde er wieder in die Partei aufgenommen und 1927 in die Bezirksleitung der KPD und wenig später in die Hamburger Bürgerschaft gewählt. Der in der KPD als Gewerkschaftsexperte geltende Westermann zählte innerparteilich zur Strömung der Versöhnler und nahm gegen die Verschärfung des erneuten ultralinken und verbalradikalen Kurses der Parteiführung um Ernst Thälmann vor allem in Bezug auf die Gewerkschaftspolitik und die damit verknüpfte Forcierung der RGO-Politik Stellung. Auch zählte Westermann parteiintern zu denjenigen, welche sich für eine engere und solidarischere Zusammenarbeit mit der SPD einsetzten. Aus diesen Gründen wurde er gemeinsam mit seinen Fraktionskollegen Heinrich Stahmer und Albert Sanneck 1930 aus der KPD ausgeschlossen. Westermann legte nun sein Abgeordnetenmandat nieder, anders als Stahmer schloss er sich jedoch nicht der SPD und später der SAP an, sondern begründete gemeinsam mit seiner Lebensgefährtin Käthe Latzke eine unabhängige und namenlose, teilweise Westermann-Gruppe genannte „Versöhnlerorganisation“ in Hamburg.
Nach der Machtübertragung an die NSDAP 1933 stellte sich die Gruppe um Westermann vollständig auf die Arbeit in der Illegalität um. Ein Schwerpunkt lag in der Betriebsarbeit, hier verfügte die Gruppe über Branchengruppen unter Hafenarbeitern, Werftarbeitern und Angestellten. Westermann, der zwischen Juni 1933 und August 1934 in Haft war, hielt nach seiner Haftentlassung Kontakt zu anderen „Versöhnlergruppen“ innerhalb und außerhalb der KPD, so zum Komitee für Proletarische Einheit um Eduard Wald. Gleichzeitig verbesserten sich seine Beziehungen zur KPD, in welche er und seine Gruppe Anfang 1935 wieder aufgenommen wurde. Nachdem er mit der Reorganisierung der durch Repressionsschläge seitens der Gestapo geschwächten Hamburger Parteiorganisation begonnen hatte, wurde er nach kurzer Zeit gemeinsam mit mehreren Gruppenmitgliedern in der Nacht vom 5. zum 6. März verhaftet und wenige Tage später im KZ Fuhlsbüttel ermordet.

## Ehrungen
Im Ehrenhain Hamburgischer Widerstandskämpfer auf dem Hamburger Friedhof Ohlsdorf befindet sich ein Kissenstein zu Ehren von Hans Westermann (vierte Reihe von links, neunter Stein).
Vor Westermanns letzter Wohnadresse Dammtorstraße 20 in Hamburg-Neustadt erinnert an ihn ein Stolperstein.

Am 8. Juni 2012 wurden vor dem Hamburger Rathaus Stolpersteine für die ermordeten Mitglieder der Hamburgischen Bürgerschaft verlegt, darunter auch für Hans Westermann.